# Галатојо (Лука)
Галатојо је насеље у Италији у округу Лука, региону Тоскана.
Према процени из 2011. у насељу је живело 8 становника. Насеље се налази на надморској висини од 904 м.